# Турець (притока Сланої)
Турець (словац. Turiec) — річка в Словаччині, права притока Сланої, протікає в округах Ревуца і Рожнява.
Довжина — 50.2 км; площа водозбору 363.3 км².
Бере початок в масиві Столицькі Врхи — на висоті 900 метрів над селом Ратковське Бистре. Впадають Дрєнок; Дреньовський потік і Прегибіна.
Впадає у Слану біля міста Торналя.